# Alisa Geiger
Alisa Geiger (* 17. August 1996 in Pforzheim) ist eine deutsche Fußballspielerin, die 2013 für den VfL Sindelfingen in der Bundesliga spielte.

## Werdegang
Geiger startete ihre Karriere in der Jugend-Sport Gruppe Niefern-Öschelbronn und wechselte anschließend zum ASV Hagsfeld. Im Sommer 2011 verließ sie den ASV Hagsfeld und wechselte in die B-Jugend des VfL Sindelfingen, dort rückte sie im Winter 2012/13 zur zweiten Torhüterin der Bundesliga-Mannschaft auf. Sie gab anschließend am 1. Mai 2013 ihr Bundesliga-Debüt für den VfL Sindelfingen gegen den 1. FFC Turbine Potsdam. Seit 2014 spielt sie für den FV 09 Niefern in der Oberliga Baden-Württemberg und seit 2019 für den 1. FC Ersingen in der Landesliga.